# Boltežar
Boltežar je moško osebno ime, pa tudi redek priimek.

## Izvor imena
Imeni Boltežar in prav tako tudi Baltazar izhajata iz dveh hebrejskih imen. Prvo ime je Belšaccár grško Βαλτασρ (Baltasár), v vulgati (domači govorici) Balthasar, in ga razlagajo iz akadijskega Belšar-ucur v pomenu besede »Bel, varuj kralja«. Drugo ime pa je Beltšaccár, v domači govorici Baltassar, ki ga prav tako razlagajo iz akadijskega balatsu-ucur v pomenu »naj varuje svojo ženo«. Prvi člen imena 'Baal ali Bel pomeni v hebrejščini »gospod« ali »bog zahodnih semitov; pri Kanaancih bog gora in plodnosti, pregnan od židovskih prerokov; malik«.

## Različice imena
- moške različice imena: Baltazar, Baltezar, Baltežar, Boldižar, Boltažar, Bolti, Bolto
- klicne oblike imena: Boltek, Bolte, Boltež

## Tujejezične različice imena
- pri Čehih, Hrvatih, Poljakih: Baltazar (delno tudi Rusih: Baltazar ali Baltasár)
- pri Italijanih: Baldassarre, Belsazar
- pri Nemcih: Balthasar
- pri Nizozemcih: Balthazar

## Pogostost imena
Po podatkih Statističnega urada Republike Slovenije je bilo na dan 31. decembra 2007 v Sloveniji število moških oseb z imenom Boltežar: 12.

## Osebni praznik
Praznik Svetih treh kraljev je 6. januarja.

## Priimki, nastali iz imena
Iz imena Boltežar oziroma njegove različice Baltezar so nastali priimki: Bavčar, Bolčar, Bolta, Bolte, Boltežar (priimek), Boltin, Lavtižar, Vavčar, Vavtižar, Volta in drugi. Med tujimi priimki je znan mdr.  priimek Bathasar (priimek) (npr. Hans Urs von Balthasar).

## Zanimivosti
- Po svetopisemskih legendah je Baltazar eden od Svetih treh kraljev.
- V Sloveniji je sedem cerkva Svetih treh kraljev. Po cerkvi sta poimenovana kraja: Sv. Trije Kralji v Slovenskih Goricah in Sv. Trije Kralji v občini Radlje ob Dravi.